# Carl von Bergen

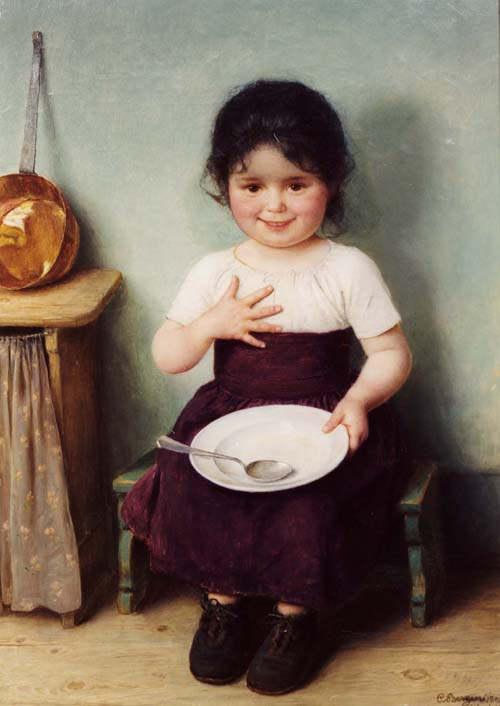
Bambina seduta in un interno contadino, 1904

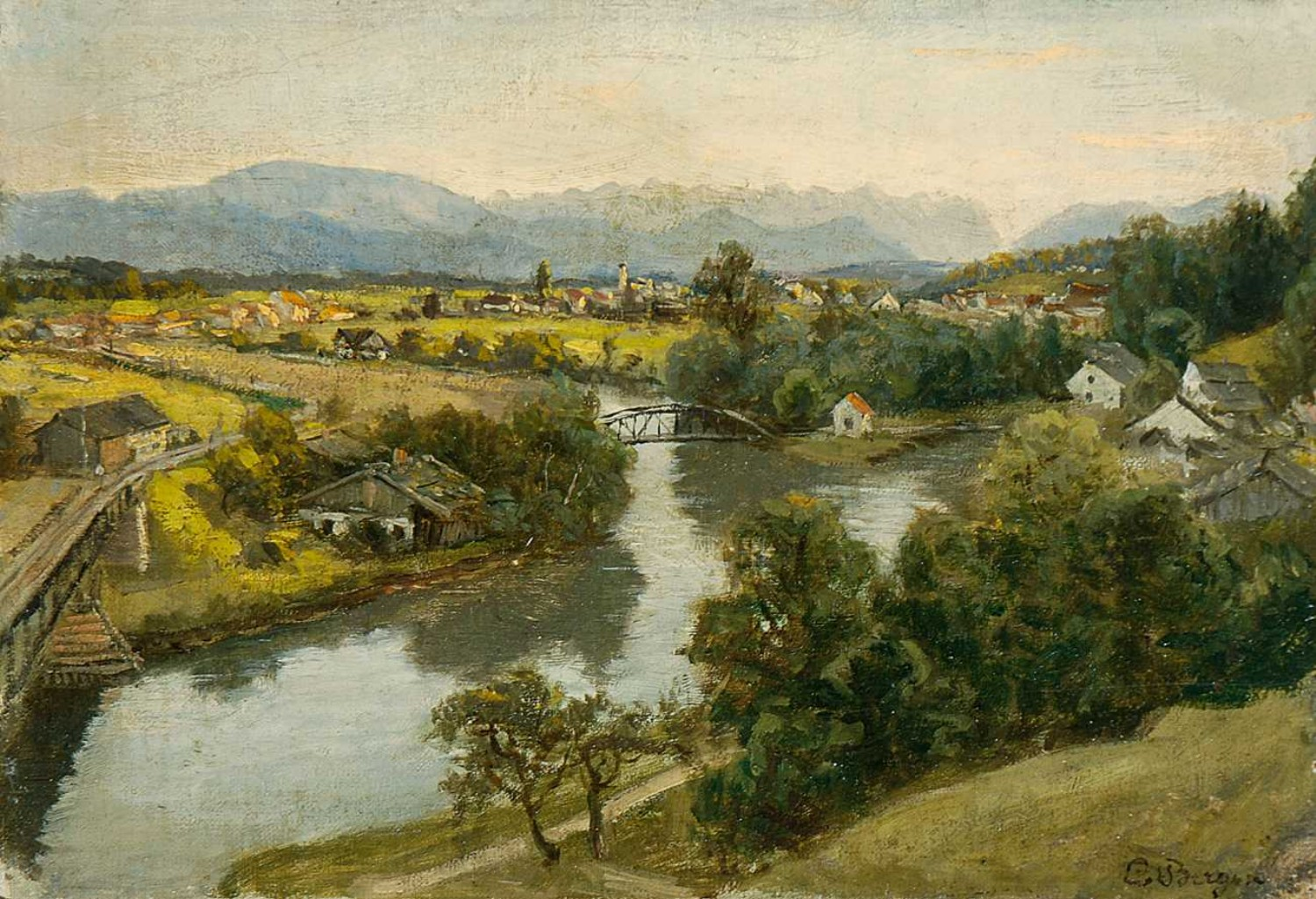
Veduta di Wolfratshausen

Carl von Bergen (Cuxhaven, 8 dicembre 1853 – Monaco di Baviera, 29 gennaio 1933) è stato un pittore tedesco.

## Biografia
Von Bergen crebbe a Cuxhaven. A Monaco studiò dall'ottobre 1878 nella classe di natura dell'Accademia d'arte, e completò con successo i suoi studi in pittura. Divenne presto noto attraverso la pittura di genere con temi per bambini. Tra le sue immagini del XIX secolo spicca un idillio di ruscello "sul quale un allegro contadino nutre uno stormo di anatroccoli da una passerella". Nel 1902 dipinse un dipinto ad olio per la chiesa di S. Nicolai a Nordleda.